# Aphrosylus
Aphrosylus is een vliegengeslacht uit de familie van de slankpootvliegen (Dolichopodidae).

## Soorten
- A. aculeatus Negrobov, 1979
- A. argyreatus Frey, 1945
- A. atlanticus Dahl, 1960
- A. beckeri Parent, 1927
- A. calcarator Frey, 1945
- A. californicus Harmston, 1952
- A. canariensis Parent, 1929
- A. celtiber Haliday, 1855
- A. direptor Wheeler, 1897
- A. ferox Haliday, 1851
- A. fur Parent, 1928
- A. fuscipennis Strobl, 1909
- A. grassator Wheeler, 1897
- A. jucundus Becker, 1908
- A. madeirensis Frey, 1949
- A. mitis Verrall, 1912

- A. nigripennis Van Duzee, 1924
- A. occultus Becker, 1908
- A. piscator Lichtwardt, 1902
- A. praedator Wheeler, 1897
- A. raptor Haliday, 1851
- A. venator Loew, 1857
- A. wirthi Harmston, 1951